# (3294) Carlvesely
(3294) Carlvesely ist ein Asteroid des Hauptgürtels, der am 24. September 1960 vom niederländischen Forscherteam Cornelis Johannes van Houten, Ingrid van Houten-Groeneveld und Tom Gehrels im Rahmen des Palomar-Leiden-Surveys entdeckt wurde.
Der Asteroid ist nach dem US-amerikanischen Astronomen Carl D. Vesely benannt.